# رئيس وزراء أوكرانيا
رئيس وزراء أوكرانيا هو رئيس حكومة أوكرانيا. يرأس رئيس الوزراء مجلس وزراء أوكرانيا ، وهو أعلى هيئة في السلطة التنفيذية للحكومة الأوكرانية. بعد إعلان استقلال أوكرانيا عام 1991، حل هذا المنصب محل المنصب السوفييتي لرئيس مجلس وزراء جمهورية أوكرانيا السوفييتية الاشتراكية ، والذي تأسس في 25 مارس 1946.
يوليا تيموشينكو هي أول امرأة يتم تعيينها رئيسة للوزراء في تاريخ أوكرانيا. كان أرسيني ياتسينيوك أول رئيس وزراء جاء من غرب أوكرانيا . وُلِد اثنان من رؤساء الوزراء في الجمهورية الروسية السوفييتية الاشتراكية .
رئيس الوزراء الحالي هو دينيس شميهال ، الذي أدى اليمين الدستورية في 4 مارس 2020 بعد استقالة أوليكسي هونشاروك.

## التعيين
يتم تعيين رئيس الوزراء من قبل الرئيس بموافقة البرلمان الأوكراني . يعتبر الموافقة ممنوحة من قبل البرلمان عندما تصوت أغلبية بسيطة من أعضائه الدستوريين لصالح المرشح الذي رشحه الرئيس. حصلت يوليا تيموشينكو، التي تم تعيينها رئيسة للوزراء في 4 فبراير/شباط 2005، على أعلى موافقة برلمانية حتى الآن بأغلبية 373 صوتاً في البرلمان الأوكراني. وكان من بين رؤساء الوزراء الآخرين الذين حصلوا على أكثر من 300 صوت أرسيني ياتسينيوك (371)، وياتسينيوك مرة أخرى في عام 2014 (341) وفيتولد فوكين (332)، وليونيد كوتشما (316).
عادة ما تسبق عملية منح الموافقة من قبل البرلمان عدة أيام من المشاورات الشاملة والمقابلات مع المرشح من قبل الكتل البرلمانية. إن موافقة السلطة التشريعية ليست مجرد إجراء شكلي. وقد تم التصديق على بعض المرشحين بأغلبية ضئيلة، ومن الممكن رفض مرشح آخر. على سبيل المثال، في عام 1999، فشل فاليري بوستوفويتينكو في الحصول على إعادة تأكيد تعيينه في منصبه بفارق ثلاثة أصوات بعد أن قدم استقالته في حفل تنصيب الرئيس ليونيد كوتشما للمرة الثانية في عام 1999. اختار كوتشما فيكتور يوشينكو كمرشح بديل له. ومثال آخر على ذلك هو الموافقة على ترشيح يوري يخانوروف (فقد فشل في الحصول على الموافقة بثلاثة أصوات، ولكن تم تأكيد ترشيحه في المحاولة الثانية بعد يومين).
بعد التعديل الدستوري في أواخر عام 2004 وإعادة فرضه في عام 2014، أصبح الرئيس مقيدًا في اختياره لرئيس الوزراء وكان ملزمًا فعليًا بترشيح الشخص المقترح من قبل الائتلاف البرلماني. الاستثناء الوحيد هو عندما لا يمكن ترشيح المرشح بسبب انتهاك إجراءات الترشيح أو عدم امتثال المرشح للمتطلبات التي ينص عليها الدستور والقوانين الأوكرانية لرئيس الوزراء. في هذه الحالة يبلغ الرئيس البرلمان بعدم إمكانية تقديم ترشيح للترشيح المقترح.
لا يجوز لرئيس الوزراء، كما هو الحال مع جميع أعضاء السلطة التنفيذية، أن يكون عضواً في البرلمان .

## الواجبات والصلاحيات
يتولى رئيس الوزراء رئاسة السلطة التنفيذية في أوكرانيا، مجلس الوزراء، ويوقع المراسيم التي يصدرها مجلس الوزراء. يتمتع رئيس الوزراء بسلطة اقتراح المرشحين للمناصب الوزارية إلى البرلمان الأوكراني، باستثناء وزير الخارجية ووزير الدفاع ، اللذين يقترحهما الرئيس. كما يمكن لرئيس الوزراء أن يقترح على الرئيس أسماء مرشحين لرئاسة الإدارات الإقليمية للنظر فيها.
كما يمكن لرئيس الوزراء أن يوقع على المراسيم والقوانين التي يصدرها الرئيس. الدستور صامت بشأن التنظيم الدقيق للتوقيع المشترك. رئيس الوزراء (والوزير المختص) مسئولان عن تنفيذ القوانين التي يصدرها مجلس الوزراء.
أثناء توليه منصبه، يتمتع رئيس الوزراء بالحصانة القانونية الكاملة من جميع الملاحقات والإجراءات القانونية. يقع المقر الرئيسي لمكتب رئيس الوزراء في مبنى مجلس الوزراء في وسط كييف . تقاضى رئيس الوزراء راتبًا سنويًا قدره 202,776 روبية (16,898/شهرًا) أي ما يعادل (26,770 دولارًا أمريكيًا) في عام 2005. في عام 2013، وفي أعقاب عريضة نشرت في مجلة فوكوس ، ذكرت أمانة مجلس الوزراء أن الراتب الشهري لرئيس الوزراء بلغ 33980 روبية (4173.42 دولار أمريكي)، وهو ما يزيد عن متوسط الراتب في البلاد بنحو أحد عشر مرة.
في كثير من الأحيان يطلب المواطنون الأفراد من رؤساء الوزراء المساعدة في حل مشاكلهم الشخصية، وفي بعض الأحيان ينجحون في ذلك. في عام 2012، تلقى رئيس الوزراء أزاروف عشرات الالتماسات الشخصية يوميًا على صفحته على الفيسبوك.

## القائم بأعمال رئيس الوزراء ونائب رئيس الوزراء
يتولى النائب الأول لرئيس الوزراء، المعروف أيضًا بالنائب الأول، رئاسة مجلس الوزراء في حالة غياب رئيس الوزراء بسبب الاستقالة أو الإقالة. من بين أبرز النواب الأوائل كان يوخيم زفياهيلسكي وميكولا أزاروف، الذي شغل منصب رئيس الوزراء بالإنابة لفترة أطول من أي شخص آخر. فالنتين سيمونينكو ، وفاسيل دوردينيتس، وأولكسندر تورتشينوف، وآخرون شغلوا أيضًا منصب رئيس الوزراء بالنيابة.
إلى جانب نائب رئيس الوزراء الأول، هناك أيضًا العديد من نواب الوزراء الآخرين الذين يدعمون رئيس الوزراء وقد يكونون مسؤولين عن وزارة واحدة أو أكثر. في عامي 1991 و1992 تم أيضًا إنشاء منصب وزير الدولة. تقليديا، يكون نواب رئيس الوزراء مسؤولين عن مجال من مجالات السياسة العامة للحكومة مثل المجمع الزراعي الصناعي، أو الشؤون الإنسانية، أو الشؤون الاقتصادية، أو السياسة الإقليمية. في بعض المناسبات، قد يُمنح هؤلاء النواب حقائب وزارية عادية أيضاً، كما حدث في حكومة أزاروف في عام 2010.

## الفصل والاستقالة
يجوز لرئيس الوزراء، مثل غيره من أعضاء مجلس الوزراء، أن يستقيل طواعية من خلال تقديم استقالته إلى البرلمان (وفقًا لدستور أوكرانيا ، لا يمكن إقالة رئيس الوزراء إلا من خلال تصويت برلماني). يجب على البرلمان بعد ذلك أن ينظر في المسألة في موعد أقصاه اليوم العاشر من تاريخ استلام طلب الاستقالة، وإذا لم يكن البرلمان منعقداً وقت الاستقالة، ففي موعد أقصاه الأسبوع الأول من الجلسات العامة للدورة العادية التالية. تؤدي استقالة رئيس الوزراء إلى إقالة مجلس الوزراء بأكمله. بعد اعتماد الدستور الحالي في عام 1996، لم يغادر منصبهما بهذه الطريقة سوى رئيسا الوزراء بافلو لازارينكو وميكولا أزاروف. لا يوجد حد أقصى لمدة ولاية رئيس الوزراء، أو بقائه في منصبه طوال مدة ولاية البرلمان، أو استقالته، أو إقالته.
قبل الإصلاح الدستوري عام 2004، كان من المعتاد أن يتم عزل رئيس الوزراء من جانب الرئيس بشكل منفرد. بعد الإصلاح، لا يمكن إقالة رئيس الوزراء إلا من قبل البرلمان. رسميًا، كان لزامًا على البرلمان الأوكراني تمرير قرار بسحب الثقة من الحكومة، وهو ما كان لابد أن يؤدي إلى استقالة رئيس الوزراء. ومع ذلك، لم يتمكن البرلمان من طرح مثل هذا القرار للتصويت خلال عام واحد من الموافقة على البرنامج الرسمي لمجلس الوزراء. تمت إقالة حكومتي رئيسي الوزراء فيكتور يوشينكو وفيكتور يانوكوفيتش بهذه الطريقة، حيث رفض الأخير تقديم استقالته إلى الرئيس بدعوى انتهاك شرط فترة العام الواحد. كما تم حل حكومة يوري يخانوروف رسميًا، لكن القانون البرلماني ألغي في وقت لاحق.

## رؤساء الوزراء
منذ استقلال أوكرانيا عن الاتحاد السوفييتي عام 1991، كان هناك 18 رئيس وزراء. دينيس شميهال هو رئيس وزراء أوكرانيا الحالي منذ 4 مارس 2020. أطول فترة خدمة لرئيس الوزراء هي شميهال؛ يليه ميكولا أزاروف (فترتين) ويوليا تيموشينكو (التي خدمت أيضًا فترتين). كانت تيموشينكو أول (ووحيدة) رئيسة وزراء لأوكرانيا. 